# Aphaenogaster inermita
Aphaenogaster inermita är en myrart som beskrevs av Bolton 1995. Aphaenogaster inermita ingår i släktet Aphaenogaster och familjen myror. Inga underarter finns listade i Catalogue of Life.